# Campeonato Europeo de Taekwondo de 1986
El VI Campeonato Europeo de Taekwondo se realizó en Seefeld (Austria) entre el 3 y el 5 de octubre de 1986 bajo la organización de la Unión Europea de Taekwondo (ETU) y la Federación Austriaca de Taekwondo.

## Medallistas

### Masculino
| Evento | Oro                        | Plata                       | Bronce                                                   |
| ------ | -------------------------- | --------------------------- | -------------------------------------------------------- |
| –50 kg | Chan-Ok Choi RFA           | Harun Ateş Turquía          | Jan Hansen · Dinamarca · Dario Manca · Italia            |
| –54 kg | Josef Salim Dinamarca      | Turgut Uçan Turquía         | Geremia Di Constanzo · Italia · José Guerra · España     |
| –58 kg | Ole Nielsen Dinamarca      | Şakir Bezcir Turquía        | Erwin Goewie · Países Bajos · Eduardo Rodríguez · España |
| –64 kg | Franck Cribaillet Francia  | Andreas Hoflehner · Austria | Lucio Cuozzo · Italia · Cengiz Yağız · Turquía           |
| –70 kg | Ruben Thijs · Países Bajos | Ahmet Ercan Turquía         | Pietro Carrieri · Italia · Georg Streif · RFA            |
| –76 kg | Helmut Köck · Austria      | Robert Beckenbauer RFA      | Chris Sawyer · Reino Unido · Luigi D'Oriano · Italia     |
| –83 kg | Metin Şahin Turquía        | Martin Bernhofer RFA        | Francesco Gentile · Italia · Erich Zaller · Austria      |
| +83 kg | Michael Arndt RFA          | Tonny Sørensen Dinamarca    | Kimmo Tirkkonen · Finlandia · Ali Şahin · Turquía        |

### Femenino
| Evento | Oro                              | Plata                      | Bronce                                                       |
| ------ | -------------------------------- | -------------------------- | ------------------------------------------------------------ |
| –43 kg | Neyla Demirel Turquía            | María Rosa Moreno · España | Gerlinde Aidelsburger · RFA · Sonja Galvano · Italia         |
| –47 kg | Anita van der Pas · Países Bajos | Bettina Engelking RFA      | Regina Singer · Austria · Aytul Uçan · Turquía               |
| –51 kg | Marion Gal RFA                   | Roberta Parisella · Italia | Veronika Six · Austria · Rafaela Velasco · España            |
| –55 kg | Züleyhan Tan Turquía             | Rocío Valverde · España    | Anna Ciampalia · Italia · Anne-Mette Christensen · Dinamarca |
| –60 kg | Brigitte Evanno Francia          | Maria Hörmann RFA          | Elena Benítez · España · Yolanda Klaver · Países Bajos       |
| –65 kg | Coral Bistuer · España           | Sema Kaya Turquía          | Bente Mathiesen · Dinamarca · Anita Reniers · Países Bajos   |
| –70 kg | Mandy de Jongh · Países Bajos    | Angelika Biegger RFA       | Michaela Huber · Austria · Fátima Mir · España               |
| +70 kg | Anne-Mieke Buijs · Países Bajos  | Ute Güster RFA             | Mia Keränen · Finlandia · Christine Six · Austria            |

## Medallero
| Núm. | País         | Oro | Plata | Bronce | Total |
| ---- | ------------ | --- | ----- | ------ | ----- |
| 1    | Países Bajos | 4   | 0     | 3      | 7     |
| 2    | RFA          | 3   | 6     | 2      | 11    |
| 3    | Turquía      | 3   | 5     | 3      | 11    |
| 4    | Dinamarca    | 2   | 1     | 3      | 6     |
| 5    | Francia      | 2   | 0     | 0      | 2     |
| 6    | España       | 1   | 2     | 5      | 8     |
| 7    | Austria      | 1   | 1     | 5      | 7     |
| 8    | Italia       | 0   | 1     | 8      | 9     |
| 9    | Finlandia    | 0   | 0     | 2      | 2     |
| 10   | Reino Unido  | 0   | 0     | 1      | 1     |
|      | TOTAL        | 16  | 16    | 32     | 64    |